# Bardenac
Bardenac é uma comuna francesa na região administrativa da Nova Aquitânia, no departamento de Charente. Estende-se por uma área de 8,04 km². Em 2010 a comuna tinha 232 habitantes (densidade: 28,9 hab./km²).